# Picrasma
Picrasma é um género botânico pertencente à família Simaroubaceae.